# 札幌市立平岸高台小学校
札幌市立平岸高台小学校（さっぽろしりつ ひらぎしたかだいしょうがっこう）は、北海道札幌市豊平区平岸5条18丁目にある市立小学校。
校木はリンゴであり、校庭に植樹されている。
特別支援学級として、のぞみ分校がある。
札幌市教育委員会の事業である「札幌市学校図書館地域開放事業」の指定校となっている。

## 沿革
- 1983年（昭和58年）11月1日 - 札幌市は、「札幌市立平岸高台小学校 」設置を決定し、開校事務取扱発令。
- 1984年（昭和59年）
  - 3月26日 - 札幌市立平岸小学校より分離し、開校。開校式を挙行し、開校を祝う会を開催。
  - 4月6日 - 最初の始業式と第1回入学式挙行。最初の新入生は96名で、その新入生を含めて、全児童数571名、学級数18、教員21名、職員14名で、スタートを切った。
- 1985年（昭和60年）
  - 3月18日 - 第1回卒業証書授与式挙行。最初の卒業生は68名。
  - 5月27日 - 校舎第二期工事着工。
  - 12月27日 - ミニ水族館設置。
- 1986年（昭和61年）
  - 2月 - 第1回高台コンサート開催。
  - 9月25日 - グラウンド夜間照明設置。
- 1987年（昭和62年）10月 - 校庭のひめりんごを初収穫する。
- 1988年（昭和63年）
  - 7月14日 - 5周年記念航空写真・全校写真撮影実施。
  - 10月30日 - 5周年記念式典挙行。
- 1989年（平成元年）7月13日 - プールが完成し、プール開きを行う。
- 1990年（平成2年）
  - 5月13日 - りんごっ子学校農園開始。
  - 6月15日 - 小林蔵男より「りんごの木」寄贈。
- 1991年（平成3年）9月13日 - 開放図書館開館。
- 1992年（平成4年）9月12日 - 学校週5日制開始（図書館・体育館開放）。
- 1993年（平成5年）
  - 10月30日 - 10周年記念式典挙行し、祝賀会開催。
  - 11月1日 - 平岸高台小学校のぞみ分校新設。
- 1995年（平成7年）10月16日 - 視聴覚室新築完成。
- 1997年（平成9年）5月23日 - りんごっ子「なかよし給食・清掃開始」。
- 2000年（平成12年）5月26日 - 歯磨き指導（4年）実施開始。この年以降、毎年実施する。
- 2001年（平成13年）10月13日 - 地域開放図書館開館10周年を祝う会開催。
- 2002年（平成14年）10月10日 - 全校歌の広場開始。
- 2003年（平成15年）10月24日 - 開校20周年式典挙行し、祝う会開催。
- 2006年（平成18年）9月28日 - ミニ児開館記念式典挙行。
- 2008年（平成20年）9月25日 - 開校25周年記念本物の舞台鑑賞事業。
- 2009年（平成21年）
  - 7月3日 - りんごっ子in滝野開催。
  - 12月4日 - りんごっ子まつり・PTAワイワイフェスタ開催。
- 2011年（平成23年）9月13日 - ぶっくりん開館20周年。
- 2013年（平成25年）
  - 10月30日 - 開校30周年記念式典挙行し、祝う会開催。
  - 11月20日 - 手洗い指導（3年）実施開始。この年以降、毎年実施。
- 2014年（平成26年）4月 - のぞみ分校休校。
- 2015年（平成27年）4月 - のぞみ分校再開校。環境緑化事業に参加し、中庭にりんごの木を植樹。
- 2016年（平成28年）
  - 4月 - 特別支援学級「りんご学級」開級。
  - 6月26日 - りんごっ子in月寒公園（遠足）。
- 2018年（平成30年）
  - 2月28日 - 東京2020オリパラマスコット投票参加。
  - 9月6日 - 3時8分頃に発生した北海道胆振東部地震により、翌日まで臨時休校の措置を採った。
- 2019年（令和元年）6月 - この月から11月まで、外壁全面改修工事。
- 2020年（令和2年）
  - 3月23日 - 第36回卒業証書授与式を挙行したが、新型コロナウイルス感染症の流行により卒業生と教職員のみの式挙行となった。
  - 4月6日 - 始業式と第37回入学式を挙行したが、新型コロナウイルス感染症の流行により、入学式は、新1年生と保護者、教職員のみの参加となった。
- 2021年（令和3年）
  - 3月23日 - 第37回卒業証書授与式挙行。この年は、新型コロナウイルス感染症対策を行った上で、保護者を入れて実施した。
  - 4月6日 - 始業式と第38回入学式挙行。この年の入学式は、新型コロナウイルス感染症対策のため新1年生と保護者、教職員のみの参加となった。

### この節の出典
- 学校の沿革（平岸高台小学校ホームページ内） (PDF)

## 通学区域[1]
- 豊平区
  - 平岸3条17丁目（1番～7番）
  - 平岸3条18丁目（2番～5番）
  - 平岸4条14丁目～18丁目
  - 平岸5条14丁目～19丁目（平岸5条16丁目～17丁目を欠く）
  - 平岸6条14丁目～17丁目
  - 平岸7条14丁目～19丁目
- なお、上記区域のうち平岸7条14丁目は南月寒小学校と選択できる指定変更区域となる。

## 学校周辺
- 市立札幌平岸高等学校 - 敷地が隣接
- 北海道インターナショナルスクール - 敷地が隣接
- 札幌市博物館活動センター - 札幌市道をはさんで敷地が隣接。
- 平岸霊園 - 札幌市道をはさんで敷地が隣接。
- 平岸庭球場
- 第二かしわ学園
- 自閉症児支援センターさぽこ
- 札幌市立平岸高台小学校・札幌市立平岸中学校のぞみ分校
- なお、学校敷地の一部は、豊平区と南区との区境線に接する。また、平岸高台が付されている平岸高台公園は、本校から北に1kmほど離れており、公園所在地（平岸4条13丁目）は、東山小学校の学区となる。

## アクセス
- 札幌市営地下鉄南北線澄川駅（北出口）から、徒歩約480m・約7分。